# Yolande Beekman
Yolande Elsa Maria Beekman (Parigi, 7 gennaio 1911 – Dachau, 13 settembre 1944) è stata una militare britannica, spia britannica della seconda guerra mondiale in servizio nella Women's Auxiliary Air Force (WAAF) e nello Special Operations Executive..
Fu membro del circuito Musician del SOE nella Francia occupata dai nazisti, dove operò come operatore radio fino a quando non fu arrestata dalla Gestapo. Fu giustiziata nel campo di concentramento di Dachau.

## Biografia
Nacque a Parigi da padre svizzero e madre inglese, Yolande Elsa Maria Unternährer. Da bambina si trasferì a Londra e crebbe parlando correntemente inglese, tedesco e francese. La giovane Yolande era di carattere gentile e appassionata di disegno, per cui la sua famiglia prevedeva che sarebbe diventata una disegnatrice o un'illustratrice. Dopo gli studi in Inghilterra fu mandata in una scuola di specializzazione in Svizzera.

## Carriera in guerra

### Arruolamento nel WAAF e nel SOE
Allo scoppio della seconda guerra mondiale, si arruolò nella WAAF dove si addestrò come operatore radio. Grazie alle sue conoscenze linguistiche e all'esperienza nel campo delle comunicazioni, fu reclutata dal SOE per lavorare nella Francia occupata, entrandone ufficialmente a far parte il 15 febbraio 1943. Si addestrò con Noor Inayat Khan e Yvonne Cormeau.
Nel 1943, Yolande sposò il sergente olandese Jaap Beekman, conosciuto durante il corso per operatori radio; poco dopo il matrimonio lasciò il marito duretta dietro le linee nemiche in Francia. Sbarcò in Francia nella notte tra il 17 e il 18 settembre 1943, dopo aver volato su un aereo Westland Lysander nell'operazione Millner.

### Arrivo in Francia

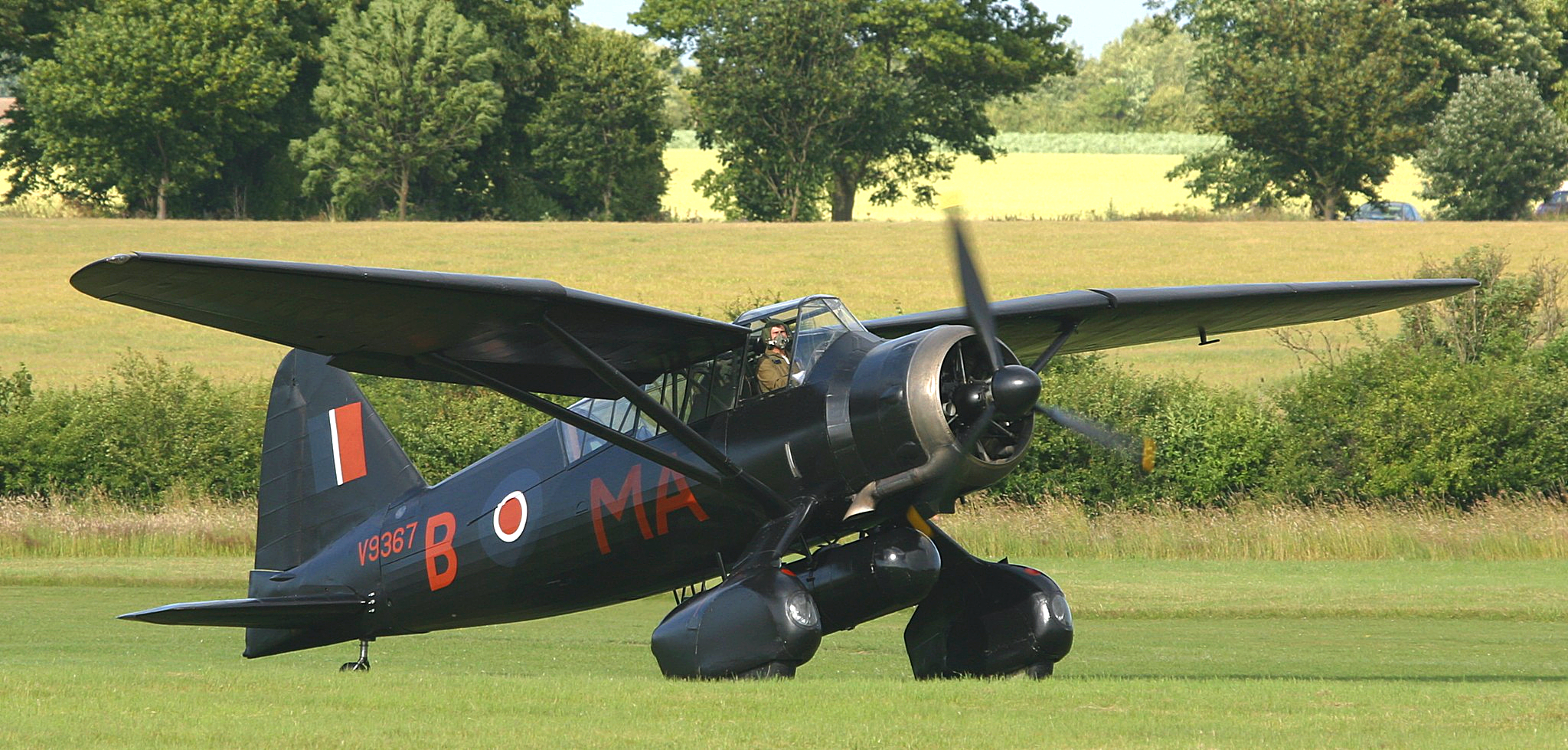
Westland Lysander Mk III, il tipo di aereo utilizzato per le missioni speciali nella Francia occupata durante la guerra.

In Francia, Yolande organizzò le comunicazioni per Gustave Biéler, militare canadese responsabile del circuito Musician a Saint-Quentin, nel dipartimento dell'Aisne, utilizzando i nomi in codice "Mariette" e "Kilt" (nome in codice usato alla radio) e lo pseudonimo "Yvonne". Trasmise anche messaggi per la rete Farmer, diretta da Michael Trotobas, dimostrando di essere un agente efficiente e prezioso tanto che, oltre alle sue importantissime comunicazioni radio a Londra, si occupò della distribuzione dei materiali sganciati dagli aerei alleati.
Il primo alloggio di Yolande fu temporaneo, all'inizio di ottobre si trasferì a casa di Camille Boury, che lavorava alla Pharmacie Corteel. Odette Gobeaux, che lavorava con Boury alla farmacia, ospitò la Beekman nel sottotetto di casa sua, luogo usato anche per le trasmissioni. Iniziò a frequentare tranquillamente la casa di Gobeaux, aveva una propria chiave, era abituata ad usare la radio su un tavolino facendo passare la lunga antenna dalla finestra sovrastante. Intervistata dopo la guerra, Gobeaux ricorda che Yolande aspettava spesso la trasmissione successiva sdraiata sul divano con la testa poggiata su un libro, apparentemente noncurante della possibilità di essere arrestata. Eugène Cordelette, uno dei luogotenenti di Musician, descrisse in seguito Bieler e Beekman come "entrambi della migliore stoffa immaginabile", ma la sua formazione avrebbe dovuto renderla più attenta alla sicurezza.
Seguendo le istruzioni ricevute da Londra, Beekman trasmetteva secondo un programma prestabilito (detto sked), inviando i propri messaggi a orari e frequenze radio specifiche tre volte alla settimana: questa era la prassi standard usata dagli operatori radio del SOE in Francia, anche se la maggior parte di loro cercava di preparare diverse installazioni in altrettanti luoghi sicuri, cambiando spesso postazione per evitare di essere scoperti (alcuni miglioramenti alla sicurezza, quali sked di trasmissione più flessibili, furono introdotti solo dopo l'invio di Beekman in Francia). Operare da una singola postazione radio aumentava notevolmente le possibilità di essere scoperti dalle squadre tedesche che notoriamente controllavano le strade delle principali città. Non è chiaro il motivo per cui Yolande non utilizzò altri nascondigli: forse era troppo difficile trovare luoghi adatti in un'area così densamente popolata, o potrebbe aver avuto problemi tecnici con gli apparati radio disponibili.
L'approccio fermo e impavido di Yolande si rivelò prezioso per il circuito, ma il suo lavoro diventava ogni giorno più rischioso. L'intercettazione tedesca dei segnali radio era ormai diventata molto efficiente e gli orari regolari delle sue trasmissioni stavano aiutando i nazisti a restringere gradualmente l'area operativa. Beekman e Bieler trascorsero la vigilia di Natale a casa dei Bourys; ascoltarono la BBC e fecero del loro meglio per essere festosi. Il giorno di Natale, Beekman si mise in contatto con Londra come al solito, ma la settimana successiva fu visto passare un furgone davanti alla casa, un segno inquietante che il cerchio si stava stringendo. Il 12 gennaio Camille Boury notò un uomo che camminava per strada, con il colletto alzato e apparentemente ascoltando degli auricolari: fu l'avvisaglia che il segnale radio era stato rintracciato nell'isolato.
Beekman decise di trasferirsi al Café Moulin Brulé, un rifugio alla periferia nord-est della città, sulla riva settentrionale del canale. Scossa dalla fuga frenetica, poté contare sull'aiuto dei proprietari del locale che la ospitarono per la notte.

## Arresto ed esecuzione

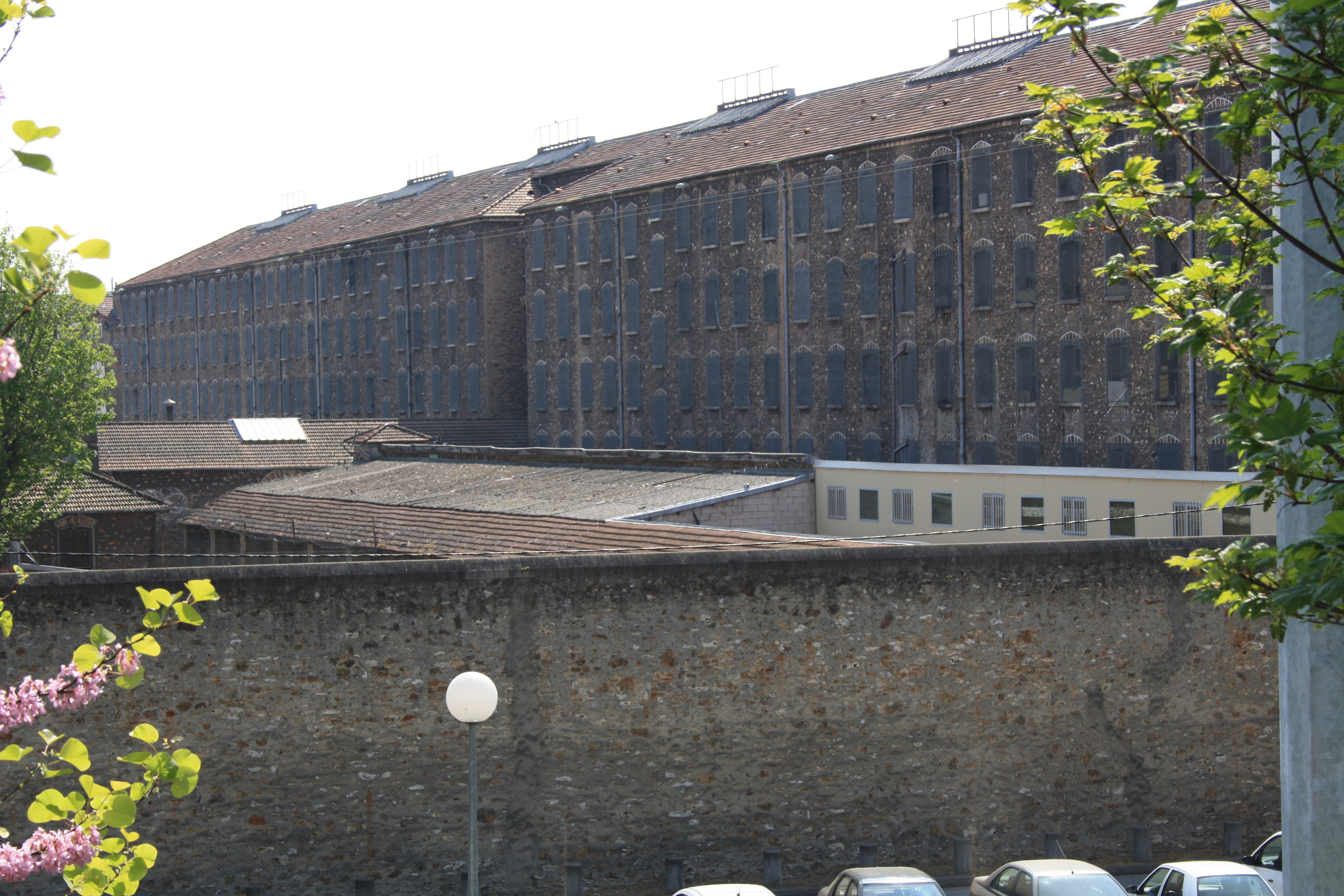
Carcere di Fresnes.

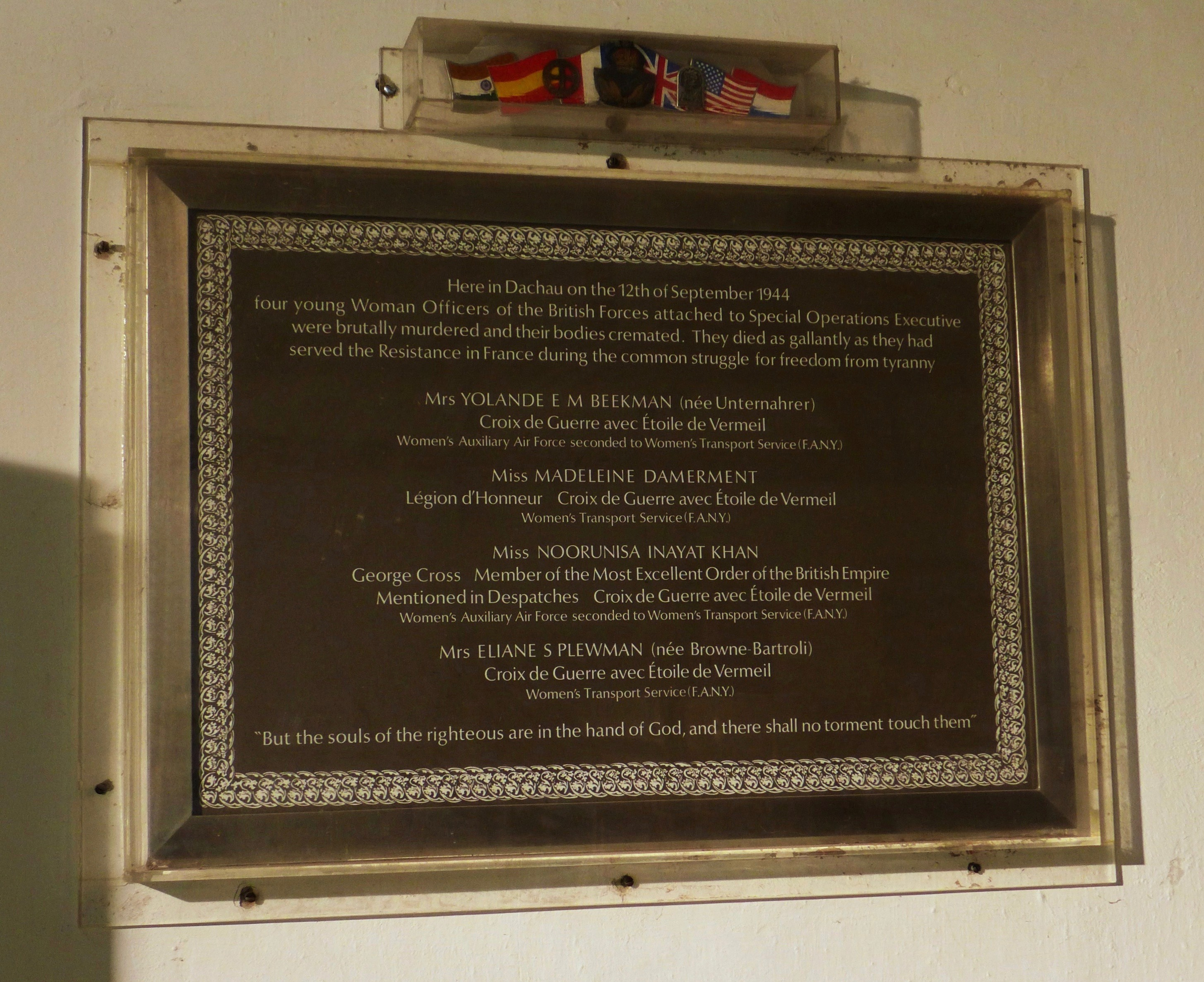
Targa commemorativa nel crematorio del campo di concentramento di Dachau.

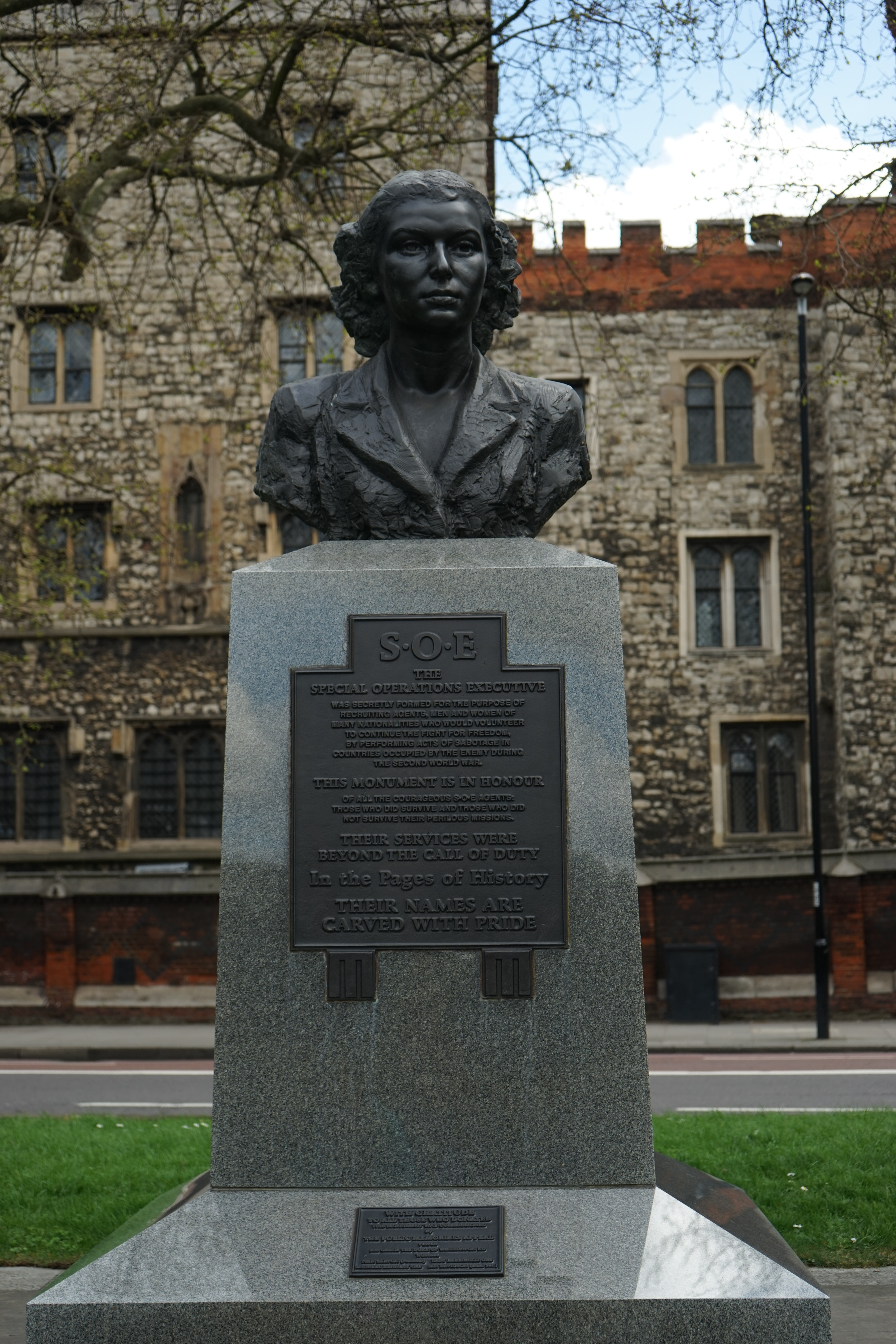
Memoriale degli agenti del SOE.

### Arresto
Il giorno successivo Biéler arrivò al Café per discutere la sua prossima destinazione, ma la Gestapo era ormai pronta per la retata: due uomini entrarono armati arrestando tutti i presenti.

### In prigione
Separata da Biéler, poi giustiziato, Beekman fu trasportata nella prigione di Fresnes, a diversi chilometri da Parigi. Nel maggio 1944 fu trasferita insieme ad altri agenti del SOE catturati nella prigione civile femminile di Karlsruhe, qui incontrò una prigioniera di nome Hedwig Müller (infermiera arrestata dalla Gestapo nel 1944). Nel dopoguerra, Müller riferì che la Beekman "non usciva molto dalla sua cella perché soffriva molto alle gambe". Rimase rinchiusa fino al settembre 1944, in cella con Elise Johe (testimone di Geova), Annie Hagen (arrestata per aver lavorato come venditrice al mercato nero) e Clara Frank (imprigionata per aver macellato senza permesso una mucca nella fattoria di famiglia). Durante la prigionia, Yolande disegnava sulla carta igienica perché non c'erano carta ne matite, e ricamava usando il suo sangue come inchiostro.

### Esecuzione a Dachau
Yolande fu inaspettatamente trasferita a Dachau insieme alle colleghe Madeleine Damerment, Noor Inayat Khan ed Eliane Plewman. All'alba del 13 settembre, le quattro donne furono giustiziate da Wilhelm Ruppert.
Max Wassmer, uomo della Gestapo, fu responsabile del trasporto dei prigionieri a Karlsruhe e accompagnò le donne a Dachau. Un altro uomo della Gestapo, Christian Ott, dopo la guerra rilasciò una dichiarazione agli investigatori statunitensi sulla sorte delle quattro compagne: Ott era di stanza a Karlsruhe e si offrì volontario per accompagnare le donne a Dachau (sfruttò l'occasione per una visita alla sua famiglia a Stoccarda durante il viaggio di ritorno). Sebbene non fosse presente all'esecuzione, Ott raccontò agli investigatori ciò che Wassmer gli aveva riferito:
Le quattro dovettero inginocchiarsi con la testa rivolta verso un piccolo cumulo di terra e furono uccise dalle due SS, una dopo l'altra con un colpo alla nuca. Durante la fucilazione le due donne inglesi si tenevano per mano e le due francesi facevano altrettanto. Per tre delle prigioniere il primo colpo causò la morte, ma per l'inglese di lingua tedesca [Beekman] fu necessario sparare un secondo colpo poiché mostrava ancora segni di vita dopo il primo colpo.
Dopo la fucilazione delle prigioniere, il Lagerkommandant disse ai due SS che si era interessato personalmente ai gioielli delle donne e che avrebbe dovuto portarli nel suo ufficio.»

## Nella cultura di massa
- Scuola di spie (1958), film tratto dal libro di R. J. Minney su Violette Szabo, con Paul Scofield e Virginia McKenna.
- Churchill's Spy School (2010)[19], documentario sulla "scuola di perfezionamento" del SOE nella tenuta di Beaulieu nell'Hampshire.
- Female Agents (2008), film francese su cinque agenti donne del SOE e sul loro contributo per l'invasione del D-Day.
- Nancy Wake Codename: The White Mouse (1987), docudrama sul lavoro di Nancy Wake per il SOE, in parte narrato dalla Wake (la Wake fu delusa dal fatto che il film fu trasformato da una storia di resistenza di 8 ore in una storia d'amore di 4 ore).
- Now It Can Be Told (School for Danger) (1946), le riprese iniziarono nel 1944 e videro come protagonisti gli agenti del SOE Harry Rée e Jacqueline Nearne, rispettivamente con il nome in codice di "Felix" e "Cat". Il film racconta la storia dell'addestramento degli agenti del SOE e delle loro operazioni in Francia. Le sequenze di addestramento furono girate con le attrezzature del SOE nelle scuole di addestramento di Traigh e Garramor (South Morar) e a Ringway.
- Odette (1950), film basato sul libro di Jerrard Tickell su Odette Hallowes, con Anna Neagle e Trevor Howard. Il film include un'intervista a Maurice Buckmaster, capo della sezione F del SOE.
- Robert and the Shadows (2004), documentario francese di France Télévisions. Il generale De Gaulle ha detto tutta la verità sulla resistenza francese? Questo è lo scopo del documentario. Jean Marie Barrere, regista francese, utilizza la storia di suo nonno (Robert) per raccontare ai francesi cosa fece il SOE all'epoca. Robert era un insegnante di francese residente nel sud-ovest della Francia, che lavorava con l'agente del SOE George Reginald Starr (nome in codice "Hilaire", responsabile del circuito "Wheelwright").
- Wish Me Luck (Outfit) (1987), serie televisiva trasmessa tra il 1987 e il 1990 con le imprese delle donne e degli uomini del SOE.

## Onorificenze
Yolande Beekman fu riconosciuta postuma dal governo francese della Croix de Guerre. È iscritta al Runnymede Memorial nel Surrey. Come agente del SOE morta per la liberazione della Francia, è elencata nel "Roll of Honour" del Memoriale del SOE nella città di Valençay. Il SOE Agents Memorial di Lambeth Palace Road a Westminster, è dedicato a tutti gli agenti del SOE.

### Approfondimenti
- Raymond Aubrac e Lucie Aubrac, The French Resistance, Hazan Editeur, 2014, ISBN 978-2850255670.
- Marucs Binney, The Women Who Lived for Danger: The Women Agents of SOE in the Second World War, Londra, Hodder and Stoughton, 1995, ISBN 0-340-81840-9.
- Robert Bourne-Patterson, SOE In France 1941-1945: An Official Account of the Special Operations Executive's French Circuits, Barnsley, Frontline Books, 2016, ISBN 978-1-4738-8203-4.
- Maurice Buckmaster, They Fought Alone: The True Story of SOE's Agents in Wartime France, Biteback Publishing, 2014, ISBN 978-1849-5469-28.
- Terry Crowdy, French Resistance Fighter: France's Secret Army, Oxford, Osprey Publishing, 2007, ISBN 978-1-84603-076-5.
- Beryl Escott, A Quiet Courage: The story of SOE's women agents in France, Sparkford, Patrick Stevens Ltd (Haynes), 1992, ISBN 978-1-8526-0289-5.
- M.R.D. Foot, The Special Operations Executive 1940–1946, Londra, Pimlico, 1999, ISBN 0-7126-6585-4.
- John Grehan e Martin Mace, Unearthing Churchill's Secret Army: The Official List of SOE Casualties and Their Stories, Pen and Sword, 2012, ISBN 978-1848847941.
- Gabrielle McDonald-Rothwell, Her Finest Hour, Stroud, John Murray, 2017, ISBN 978-1445661643.
- Giles Milton, Churchill's Ministry of Ungentlemanly Warfare, Londra, Amberley Publishing, 2016, ISBN 978-1-444-79898-2.
- Elizabeth Nicholas, Death Be Not Proud, Londra, Cresset Press, 1958.
- Bernard O'Conner, Churchill's Angels, Stroud, Amberley Publishing, 2014, ISBN 978-1-4456-3431-9.
- Bernard O'Conner, Agents Françaises: French women infiltrated into France during the Second World War, Bernard O'Conner, 2016, ISBN 978-1326-70328-8.
- Ian Ousby, Occupation: The Ordeal of France, 1940–1944, New York, Cooper Square Press, 2000  [1999], ISBN 978-0815410430.
- Anne Sebba, Les Parisiennes: How the Women of Paris Lived, Loved, and Died Under Nazi Occupation, New York, St. Martin's Press, 2016, ISBN 978-1250048592.
- William Stevenson, Spymistress: The Life of Vera Atkins, the Greatest Female Secret Agent of World War II, New York, Arcade Publishing, 2006, ISBN 978-1-5597-0763-3.
- Rick Stroud, Lonely Courage: The true story of the SOE heroines who fought to free Nazi-Occupied France, New York, Simon & Schuster, 2017, ISBN 978-14711-5565-9.
- Francs J. Suttill, Shadows in the Fog: The True Story of Major Suttill and the Prosper French Resistance Network, Stroud, The History Press, 2014, ISBN 978-0-7509-5591-1.
- Gordon Thomas e Greg Lewis, Shadow Warriors: Daring Missions of World War II by Women of the OSS and SOE, Stroud, Amberley Publishing, 2016, ISBN 978-1445-6614-45.
- Nigel West, Secret War: The Story of SOE, Britain's Wartime Sabotage Organization, Londra, Hodder & Stoughton, 1992, ISBN 0-34-051870-7.
- Patrick Yarnold, Wanborough Manor: School for secret agents, Hopfield Publications, 2009, ISBN 978-0956348906.